# Eilandsraadsverkiezingen 2019
De eilandsraadsverkiezingen 2019 waren reguliere Nederlandse verkiezingen die werden gehouden op 20 maart 2019.  Bij deze verkiezingen werden de leden gekozen voor de eilandsraden van  de openbare lichamen Bonaire en Saba in Caribisch Nederland. Op het openbare lichaam Sint Eustatius werden op deze datum in verband met bestuurlijk ingrijpen door Nederland geen eilandsraadsverkiezingen gehouden. Op 23 september 2019 kondigde staatssecretaris Knops aan dat voor het herinstellen van de Statiaanse eilandsraad er verkiezingen gehouden zullen worden op 21 oktober 2020.
Sinds 2015 hebben ook vreemdelingen actief en passief kiesrecht als zij op de dag van de kandidaatstelling rechtmatig op Bonaire, Sint Eustatius of Saba verblijven en onmiddellijk voorafgaand aan die dag gedurende een onafgebroken periode van ten minste vijf jaren ingezetene van Nederland zijn geweest of daar rechtmatig verbleven.
Op dezelfde datum werden in Nederland ook kiescollegeverkiezingen, Provinciale Statenverkiezingen en waterschapsverkiezingen gehouden.

## Bonaire

### Opkomst
|                   | 2015   | 2015      | 2019   | 2019  |
| # stemmen         | %      | # stemmen | %      |       |
| ----------------- | ------ | --------- | ------ | ----- |
| Kiesgerechtigden  | 12.372 |           | 14.114 |       |
| Niet opgekomen    | 2.740  | 22,15     | 5.054  | 35,81 |
| Opkomst           | 9.632  | 77,85     | 9.060  | 64,19 |
| Ongeldige stemmen | 162    | 1,68      | 97     | 1,07  |
| Blanco stemmen    | 54     | 0,56      | 118    | 1,30  |
| Geldige stemmen   | 9.416  | 97,76     | 8.845  | 97,63 |

### Uitslagen
| Lijst | Politieke partij                    | 2015      | 2015  | 2015   | 2019      | 2019  | 2019   | verschil |
| Lijst | Politieke partij                    | # stemmen | %     | zetels | # stemmen | %     | zetels | verschil |
| ----- | ----------------------------------- | --------- | ----- | ------ | --------- | ----- | ------ | -------- |
| 1     | Movementu di Pueblo Boneriano (MPB) | 2.755     | 29,26 | 3      | 3.575     | 40,42 | 4      | +1       |
| 2     | Partido Democratico Boneriano (PDB) | 2.726     | 28,95 | 3      | 2.132     | 24,10 | 3      | 0        |
| 3     | Union Patriotiko Boneriano (UPB)    | 2.301     | 24,44 | 3      | 1.791     | 20,25 | 2      | -1       |
| 6     | Frente Sosial Progresivo (FSP)      | -         | -     | -      | 479       | 5,42  | 0      | 0        |
| 4     | Era Nobo                            | -         | -     | -      | 394       | 4,45  | 0      | 0        |
| 7     | 1 Union pa Pueblo                   | -         | -     | -      | 367       | 4,15  | 0      | 0        |
| 5     | Lijst 5                             | -         | -     | -      | 63        | 0,71  | 0      | 0        |
| 8     | Lijst 8                             | -         | -     | -      | 44        | 0,50  | 0      | 0        |
|       | overige partijen in 2015            | 1.634     | 17,35 | 0      | -         | -     | -      | -        |
|       | totaal                              | 9.416     | 100   | 9      | 8.845     | 100   | 9      | 0        |

## Saba

### Opkomst
|                   | 2015  | 2015      | 2019  | 2019  |
| # stemmen         | %     | # stemmen | %     |       |
| ----------------- | ----- | --------- | ----- | ----- |
| Kiesgerechtigden  | 1.058 |           | 1.078 |       |
| Niet opgekomen    | 92    | 8,70      | 85    | 7,88  |
| Opkomst           | 966   | 91,30     | 993   | 92,12 |
| Ongeldige stemmen | 10    | 1,04      | 6     | 0,60  |
| Blanco stemmen    | 4     | 0,41      | 4     | 0,40  |
| Geldige stemmen   | 952   | 98,55     | 983   | 99,00 |

### Uitslagen
| Lijst | Politieke partij | 2015      | 2015  | 2015   | 2019      | 2019  | 2019   | verschil |
| Lijst | Politieke partij | # stemmen | %     | zetels | # stemmen | %     | zetels | verschil |
| ----- | ---------------- | --------- | ----- | ------ | --------- | ----- | ------ | -------- |
|       | WIPM             | 545       | 57,25 | 3      | 777       | 79,04 | 5      | +2       |
|       | S.L.P.           | 407       | 42,75 | 2      | 125       | 12,72 | 0      | -2       |
|       | Lijst 3          | -         | -     | -      | 81        | 8,24  | 0      | 0        |
|       | totaal           | 952       | 100   | 5      | 983       | 100   | 5      | 0        |

2011 · 2015 · 2019 · 2020 · 2023